# Vuelta Ciclista del Uruguay 1978
La 35.ª edición de la Vuelta Ciclista del Uruguay se disputó entre el 17 y el 26 de marzo de 1978.

## Etapas
| Etapa | Fecha       | Recorrido                    | km       | Ganador (equipo)                             |
| 1.ª   | 17 de marzo | Florida-Florida              | ?        | Roberto Castromán (Olimpia)                  |
| 2.ª   | 18 de marzo | Florida-Paso de los Toros    | 186,5    | Saúl Alcántara (Policial)                    |
| 3.ª   | 19 de marzo | Paso de los Toros-Tacuarembó | 154,4    | Homero Delgado (Fed. de Durazno)             |
| 4.ª A | 20 de marzo | Tacuarembó-Rivera            | 123,8    | Alberto Larroca (Fénix)                      |
| 4.ª B | 20 de marzo | Contrarreloj en Rivera       | 30 (CRI) | Carlos Alcántara (Policial)                  |
| 5.ª   | 21 de marzo | Rivera-Tacuarembó            | 121,2    | Roberto Castromán (Olimpia)                  |
| 6.ª   | 22 de marzo | Tacuarembó-Salto             | 199,4    | Ricardo Rondán (Belo Horizonte)              |
| 7.ª   | 23 de marzo | Salto-Paysandú               | 131,3    | Carlos Zárate (San Jorge)                    |
| 8.ª   | 24 de marzo | Paysandú-Mercedes            | 179,9    | Juan Carlos Haedo (Unión y Fuerza-Argentina) |
| 9.ª   | 25 de marzo | Dolores-Rosario              | 194,9    | Juan Carlos Seijo (Fénix)                    |
| 10.ª  | 26 de marzo | Rosario-Montevideo           | 176      | Juan Ramón Da Silva (Fénix)                  |

### Clasificación individual
| Pos. | Ciclista             | Equipo                                                  | Tiempo           |
| ---- | -------------------- | ------------------------------------------------------- | ---------------- |
| 1.º  | Saúl Alcántara       | Club Atlético Policial                                  | 36 h 30 min 53 s |
| 2.º  | Juan Carlos Seijo    | Club Ciclista Fénix                                     | a 2 min 37 s     |
| 3.º  | Raúl Richiessi       | Círculo de Suboficiales de la Policía Federal Argentina | a 3 min 30 s     |
| 4.º  | Ricardo Rondán       | Belo Horizonte                                          | a 3 min 53 s     |
| 5.º  | Néstor Danilo Berti  | Club Ciclista Amanecer                                  | a 4 min 03 s     |
| 6.º  | Carlos Alcántara     | Club Atlético Policial                                  | a 4 min 11 s     |
| 7.º  | Walter Tardáguila    | Club Ciclista América                                   | a 6 min 26 s     |
| 8.º  | Raúl Labatte         | Círculo de Suboficiales de la Policía Federal Argentina | a 7 min 40 s     |
| 9.º  | Mario Pereyra        | Municipal de Rocha                                      | a 8 min 55 s     |
| 10.º | Víctor Hugo González | Club Ciclista América                                   | a 9 min 41 s     |